# Xe đạp gấp
Xe đạp gấp là mẫu xe đạp có thể gấp gọn, tạo sự thuận tiện trong việc vận chuyển và cất trữ. Khi gấp lại, người dùng có thể dễ dàng mang xe vào trong các tòa nhà, phương tiện vận chuyển công cộng và cho vào bên trong cốp xe oto, thuyền, máy bay hay trong những ngôi nhà nhỏ. 

Mỗi một dòng xe đạp gấp lại có cơ chế gấp khác nhau với tốc độ gấp gọn, độ khó – dễ, mức độ cố định, vận tốc di chuyển, trọng lượng, độ bền và giá cả khác nhau. Khi lựa chọn xe, ngoài yếu tố chi phí, người dùng cũng nên tìm hiểu thêm về những tiêu chí khác. 

## Lịch sử

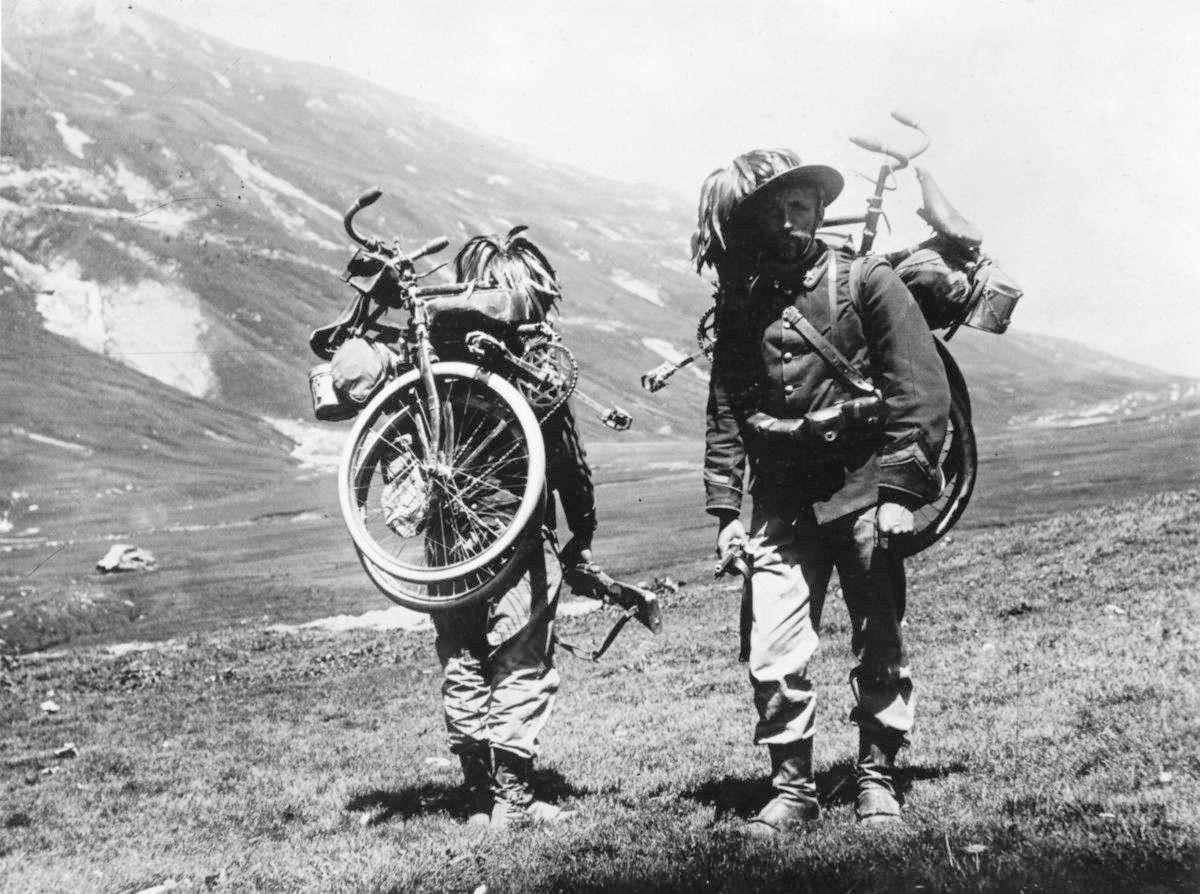
Xe đạp gấp gọn BicycleBersaglieri2

Xe đạp được sử dụng trong quân đội từ những năm 1890 và quân đội Pháp chính là những người đã tạo ra những chiếc xe đạp gấp đầu tiên dùng cho [[[wikipedia:Bicycle|infantry|bộ binh]]]. Vào năm 1900, Mikael Pedersen đã nghiên cứu và chế tạo cho quân đội Anh 1 phiên bản xe đạp gấp mang tên Pedersen có trọng lượng 15 pound, bánh xe 24 inch. Xe bao gồm một giá đỡ súng trường và đã được dùng trong Chiến tranh dân Boer II.
Trong năm 1941, trong suốt cuộc Chiến tranh Thế giới lần thứ II, Văn phòng Chiến tranh Anh đã kêu gọi việc chế tạo một cỗ máy nhẹ hơn 23 lb, có khả năng chịu được va chạm khi được thả rơi từ dù xuống. Đáp lại lời kêu gọi này, Công ty Vũ khí hạng nhỏ Birmingham (BSA) đã phát triển ra một chiếc xe đạp gấp nhỏ, trọng lượng 32 pound, có thể cho vừa vào máy bay nhỏ và chịu được lực thả dù.
Xe đạp gấp BSA của Không quân Anh WWII được lắp ráp sao cho khi tiếp đất, phần tay lái và yên xe là bộ phận tiếp xúc đầu tiên, tránh tiếp xúc bằng bánh xe vì có thể khiến bánh xe bị cong. BSA cũng đã từ bỏ thiết kế xe đạp truyền thống bởi xe không chịu được lực va đập mạnh. Thay vào đó, hãng đã chế tạo ra khung elliptical có 2 ống song song vừa tăng độ chịu lực lại giúp xe gọn hơn khi xếp lại. Đến khoảng những năm 1942 – 1945, xe đạp gấp BSA của Không quân Anh WWII đã được sử dụng phổ biến hơn trong quân đội Anh.
Những năm 1970 là giai đoạn chứng kiến sự phát triển mạnh mẽ của xe đạp gấp, đặc biệt là những chiếc xe [[[wikipedia:Raleigh|Twenty|Raleigh Twent]]] và [[[wikipedia:Bickerton|(bicycle)|Bickerton Portable]]]. Tuy nhiên, đến đầu những năm 1980 mới là mốc thời gian đánh dấu sự ra đời của xe đạp gấp nhỏ gọn, hiện đại, đơn cử là dòng xe [[[wikipedia:Brompton|Bicycle|Brompton]]] và Dahon.

## Kích thước

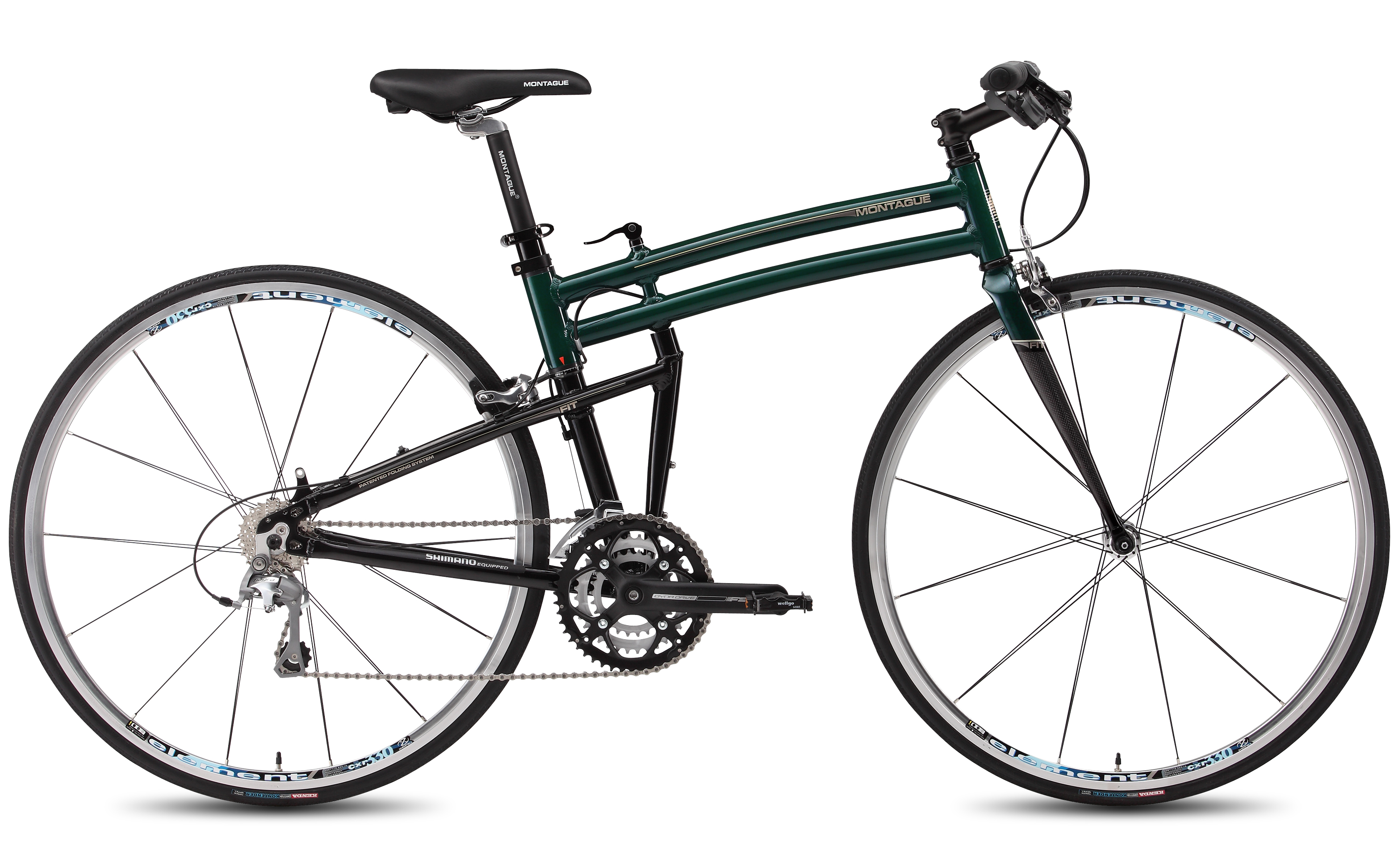
Kích thước xe đạp gấp loại lớn

Trong thực tế, xe đạp gấp có nhiều cách điều chỉnh để phù hợp hơn với người dùng so với xe đạp thông thường, mặc dù khung xe đạp gấp thường chỉ có 1 kích cỡ. Tuy nhiên, cốt yên và tay lái có thể kéo dài gấp 4 lần so với xe đạp thường.
Xe đạp gấp thường có kích thước tổng thể nhỏ hơn xe đạp thông thường nhưng khoảng cách giữa điểm trung tâm của khung dưới, phía trên yên và tay lái của xe đạp gấp lại tương đương với xe đạp thường. Đây cũng là những yếu tố giúp người dùng xác định xem xe có phù hợp với vóc dáng của mình hay không. Chiều dài cơ sở của một số thiết kế xe đạp gấp bằng với xe đạp bình thường.

Một số nhà sản xuất xe đạp gấp đã thiết kế ra hệ thống gập cho phép xe sử dụng loại bánh 26 inch, như Dahon, [[[wikipedia:KHS|Bicycles|KHS]]], [[[wikipedia:Montague|Bicycles|Montague]]] và [[[wikipedia:Tern|Bicycles|Tern]]] nhưng bánh nhỏ vẫn được dùng phổ biến hơn. Ưu điểm của bánh xe nhỏ không chỉ thuận tiện mà còn nhanh hơn, linh hoạt hơn và cất trữ dễ dàng hơn. Ví dụ như chiếc A-bike giống với Strida nhưng bánh xe nhỏ hơn nên kích thước gấp gọn cũng sẽ nhỏ hơn.

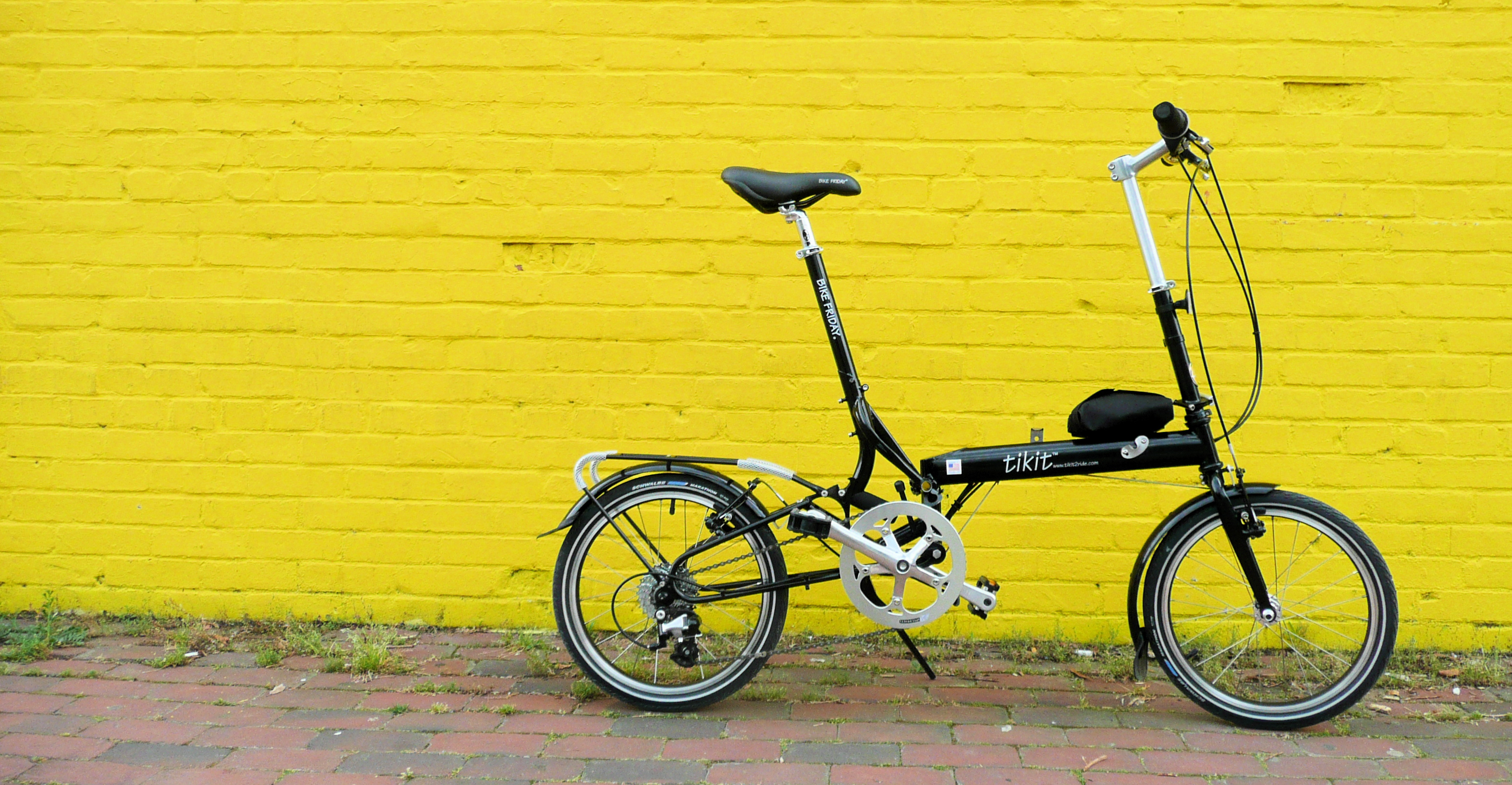
Kích thước xe đạp gấp 14 inch

## Cơ chế gấp
Trong thực tế, có rất nhiều loại cơ chế gấp khác nhau. Cụ thể là những cơ chế sau đây:

### Gấp đôi hay gấp ở giữa xe

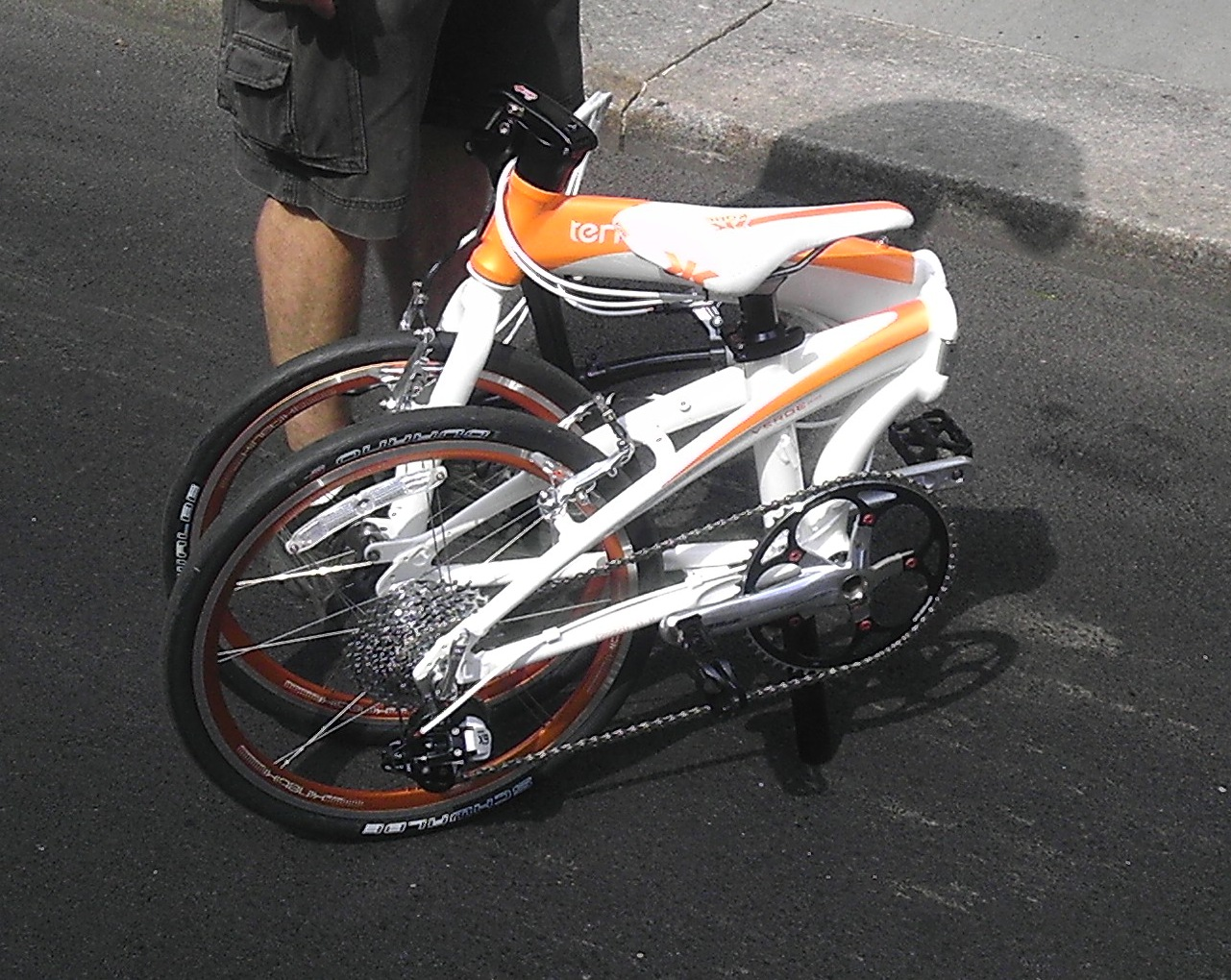
Xe đạp gấp tern

Nhiều khung gấp được sản xuất theo mô hình khung xe đạp cổ điển nhưng được trang bị thêm điểm khớp (khớp đơn hoặc khớp đôi) cho phép xe có thể xếp gọn làm đôi. Kẹp khớp nối cho phép điều chỉnh phần tay lái và yên xe lên hoặc xuống. Loại xe này có thể sử dụng bánh xe lớn, thậm chí kích cỡ bằng với xe đạp thông thường. Xe đạp sử dụng cơ chế gấp này là Dahon, [[[wikipedia:Montague|Bicycles|Montague]]] và [[[wikipedia:Tern|Bicycles|Tern]]].

### Gấp theo chiều dọc
Thay vì gấp theo chiều ngang, kiểu xe này được bố trí 1 hoặc 2 khớp dọc theo gióng chính và/hoặc phần xích và yên xe để xe có thể gấp theo chiều dọc. Kết quả là 2 bánh xe sẽ ở cạnh nhau. Cơ chế gấp này gọn hơn so với khớp theo chiều ngang. Xe sử dụng cơ chế gấp dọc là Brompton và Dahon Qix D8.

### Khớp tam giác
Khớp được đặt ở trên khung xe có phép phần cùi đề tam giác và bánh xe gấp xuống và lật về phía trước, đặt phía dưới gióng khung chính, giống như trên xe Bike Friday, Brompton Mezzo Folder và Swift Folder. Bên cạnh đó, cơ chế gấp khớp tam giác có nhiều biến thể khác ở từng mẫu xe khác nhau. 

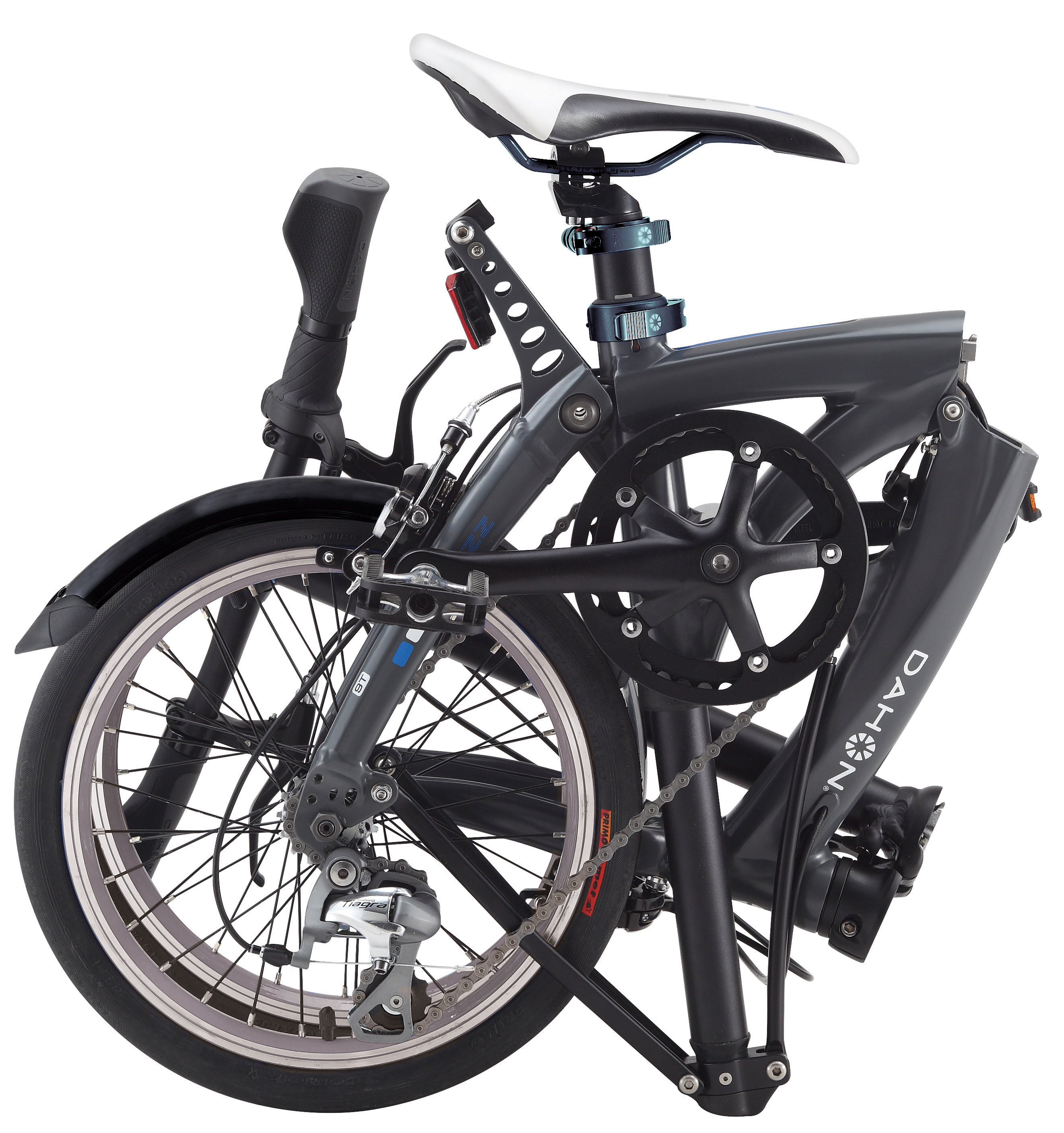
Xe đạp gấp dahon theo chiều dọc

### Hệ thống gấp và giảm xóc bằng nam châm
Nam châm sẽ được tích hợp vào bộ giảm chấn phía sau để định hình cơ chế gấp cho xe. Chiếc nam châm này sẽ gắn và khóa bánh sau vào khung. Để gập đôi xe, nam châm sẽ ngắt kết nối chỉ bằng một chuyển động và trong vòng 1 giây, bánh sau sẽ tự động quay về phía trước và gấp đôi xe theo chiều dọc mà không cần sử dụng tay.

### Tháo rời và các cơ chế khác
Xe đạp có thể gấp lại, tháo rời một phần để cất trữ trong vali khi đi du lịch (ví dụ như Airnimal, Bike Friday). Các biến thể khác có thể là Bicycle Torque Coupling – một hệ thống kết nối độc quyền được lắp trên khung tiêu chuẩn, Gekko – gấp từ gióng yên xe giống như một chiếc ô lộn ngược, Giatex – gấp, kéo để điều chỉnh kích thước....
Các cơ chế gấp ở trên thường tốn nhiều chi phí và khối lượng nặng hơn. Để xe đạp gấp có kích thước nhỏ gọn, xe nên dùng loại bánh xe có kích cỡ nhỏ. Loại bánh 24inch là kích cỡ lớn nhất, còn loại 16 hoặc 20inch được dùng phổ biến hơn. Ngoài ra, kích thước nhỏ không có nghĩa là trọng lượng xe sẽ nhẹ hơn.

## Tính linh hoạt
Mục đích thực sự của một chiếc xe đạp gấp là tăng tính linh hoạt. Chúng có thể dễ dàng vận chuyển và cất trữ. Do đó, chúng mang đến nhiều sự lựa chọn hơn cho người dùng khi phải di chuyển từ vị trí này sang vị trí khác. Nếu như các [[[wikipedia:London|Underground|phương tiện công cộng]]] không cho phép hoặc cấm mang xe đạp thường thì xe đạp gấp lại hoàn toàn có thể. Rất nhiều quốc gia phát triển trên thế giới đã và đang ban bố rất nhiều quy định, dịch vụ khuyến khích người dân dùng xe đạp gấp nhiều hơn như [[[wikipedia:Transport|for London|London]]] của Anh hay Singapore...

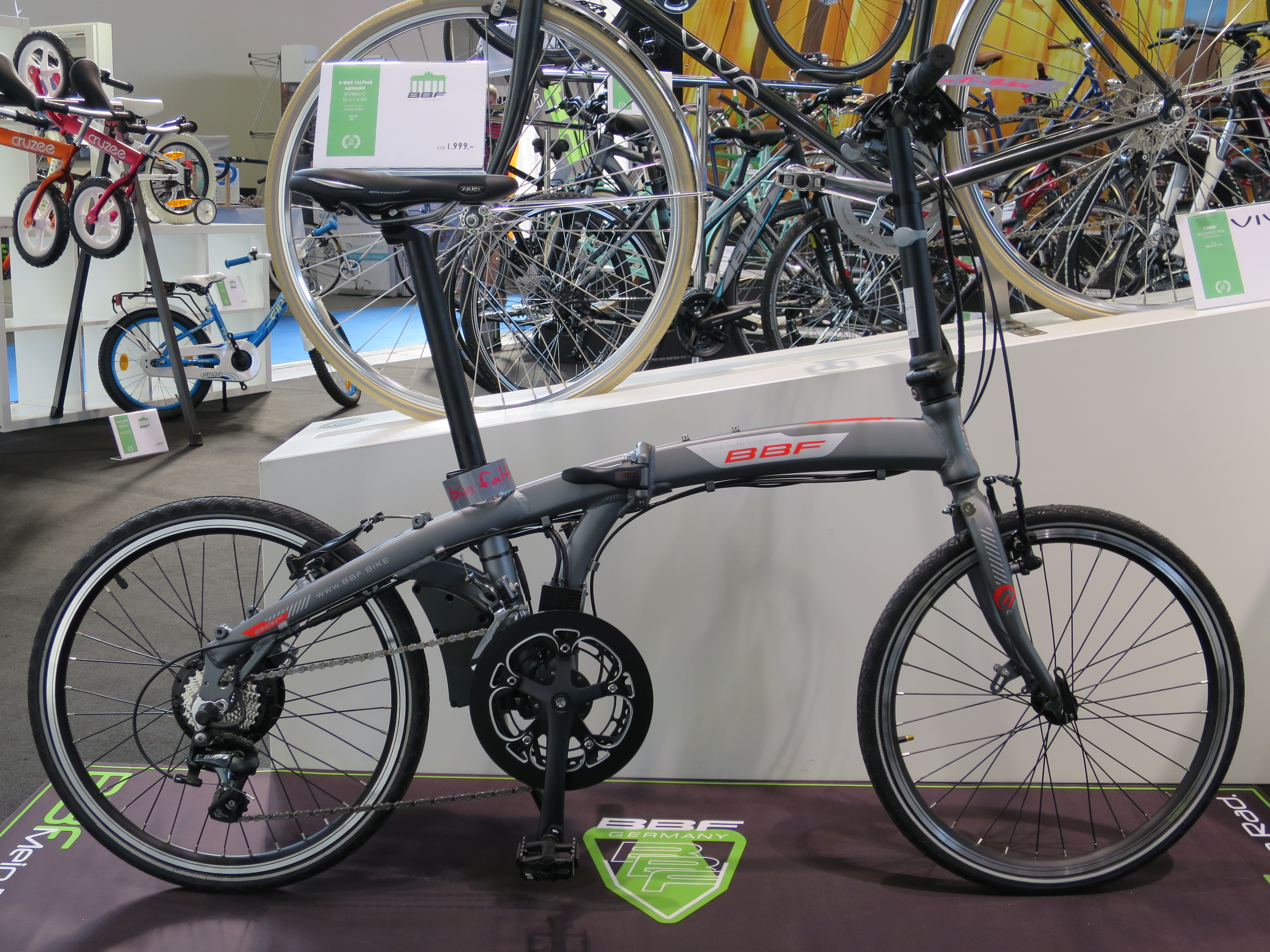
xe đạp gấp VELO BERLIN 2017